# Chiesa ed ex monastero di Santa Giuliana
La chiesa  di Santa Giuliana è un edificio religioso ancora officiato situato a Perugia nell'arcidiocesi di Perugia-Città della Pieve; l’ex monastero è, invece, oggi Scuola di lingue estere dell'Esercito Italiano.

## Storia

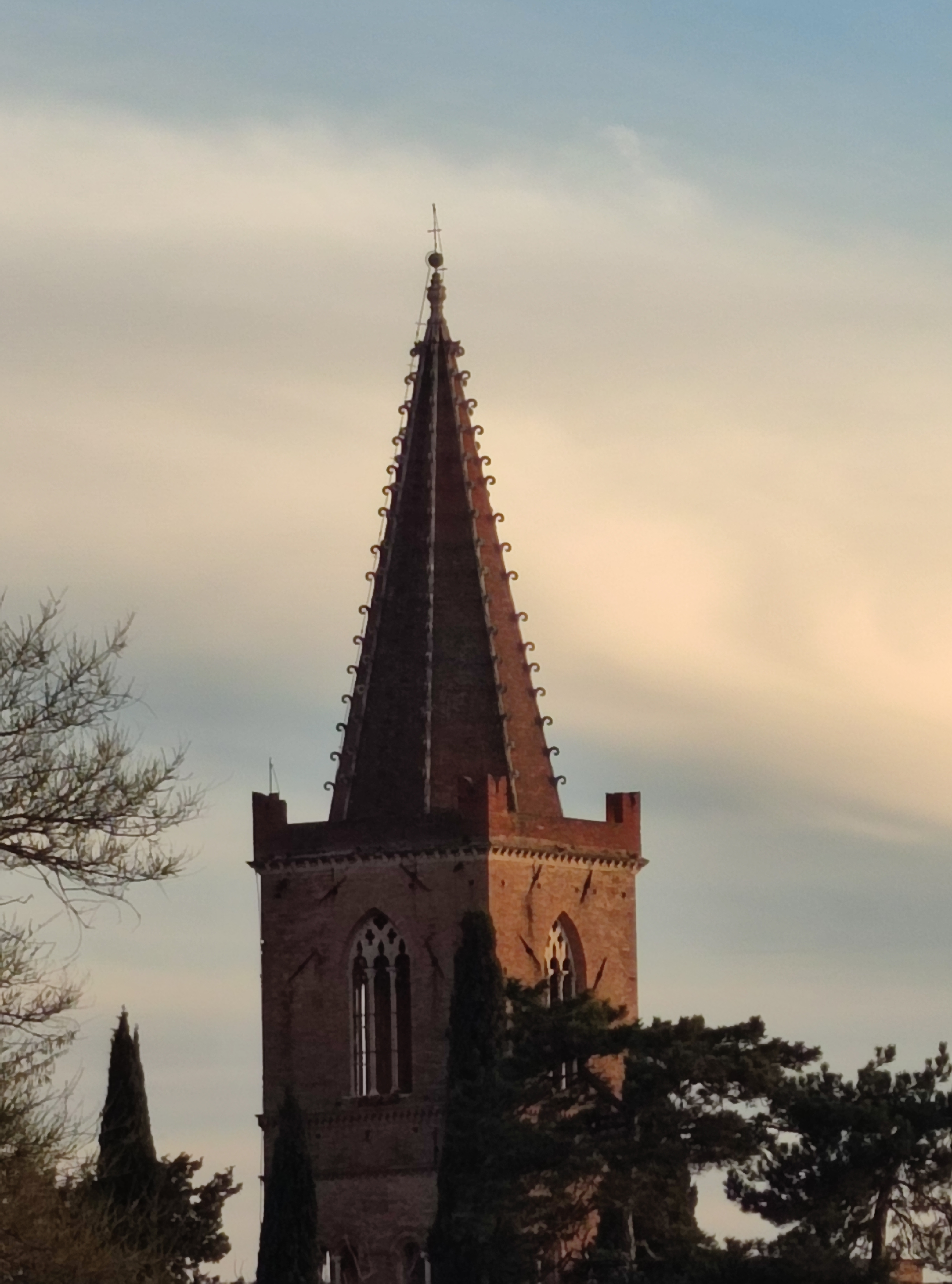
Il campanile visto dall'ex carcere di Piazza Partigiani

Il monastero femminile benedettino cistercense venne fondato nel 1253 per interessamento del cardinale Giovanni da Toledo, vescovo di Porto (Roma) e medico del Papa Innocenzo IV. Personaggio molto influente del quale è visibile la lastra tombale nella chiesa, la struttura architettonica del complesso è simile ad altri monasteri cistercensi costruiti secondo i dettami dell’Ordine e del suo esponente maggiore Bernardo di Chiaravalle, tanto che si potrebbe parlare di “omologazione culturale ante litteram". È collocato a sud-ovest della città, fuori dalle mura urbiche nel contado di Porta Eburnea, sorto come per bilanciare l’altro monastero femminile importante, quello delle Clarisse di Monteluce, ubicato a est. È considerato tra i più insigni monumenti dell’architettura cistercenze in Italia,fu un polo monastico importante, dotato di un  patrimonio terriero e di ricchezze, portate in dote dalle religiose di origine nobiliare.  La struttura si espanse per le accresciute esigenze della comunità , si arricchì di opere d’arte fino a raggiungere il culmine del suo splendore nel XIV secolo; successivamente nel XV secolo  si ebbe un arresto, come anche in tutta la città, testimoniato dalla carenza di dipinti rinascimentali.  Nel 1567 la giurisdizione su Santa Giuliana passò dall’Abbazia cistercense di San Galgano in Toscana (alla quale Santa Giuliana in precedenza apparteneva), alla arcidiocesi di Perugia-Città della Pieve, si dice a causa della “dissolutezza” delle monache di clausura, costrette per lo più ad entrare nell’ordine non per vocazione, ma per salvaguardare l’integrità del patrimonio familiare. Ne è testimonianza la novella di Suor Appelagia di Agnolo Firenzuola . Cominciò così un lungo periodo di decadenza e di isolamento dalla città, con una leggera ripresa nel corso de XVII e XVIII secolo testimoniata dai dipinti conservati nella chiesa e nel piano superiore del chiostro. All’inizio del XIX secolo anche il monastero di Santa Giuliana subì la soppressione napoleonica e la chiesa fu adibita a granaio. Conseguentemente ci fu una dispersione del suo patrimonio. Nel periodo post unitario (1861) il monastero fu demanializzato e divenne per molto tempo ospedale militare, mentre la chiesa fu riaperta al culto solo nel 1937. Dal 1993 è subentrata l'importante Scuola di lingue dell’Esercito (SLEE) di alto livello formativo, che ha ridato dignità al complesso, custodendo egregiamente quello che resta della sua storia.

## La chiesa
La facciata della chiesa è in travertino bianco e in ammonite rosa del Monte Subasio (come quella di Monteluce e di Sant'Agostino), con portale e rosone gotici. Il campanile è costruito in laterizio e si articola su due ordini, il primo ha le aperture a bifora, mentre il secondo ha una spaziosa monofora impreziosita all'interno da esili colonnine marmoree. Conserva la cuspide poligonale gotica e la decorazione a gattoni. L'interno della chiesa è ad un'unica navata, priva dell’abside e della vetrata, corrispondente ai dettami di austerità imposti dall’ordine cistercense; tale ordine si opponeva per la sua semplicità a quello cluniacense, famoso invece per l’importanza che dava alla decorazione. La copertura attuale è a capriate, ma fino al XVI secolo era con volte a crociera. Le pareti sono adorne di una frammentaria decorazione ad affresco di scuola umbra della seconda metà del XIII e dei primi del XIV secolo. Tutto intorno correvano due fasce decorative di cui rimangono dei frammenti, sia all’altezza delle finestre che lungo il pavimento. Gli affreschi superstiti sono nell’arco trionfale, dove sono dipinti a grandezza più che naturale la titolare Santa Giuliana e San Bernardo da Chiaravalle con circolari ornamenti geometrici clipei grandi e piccoli alternati. In quelli grandi sono dipinti i simboli dei quattro evangelisti, l’agnello mistico e dodici figure di angeli. Nel retro dell’arco trionfale è visibile un affresco, molto deperito, raffigurante San Cristoforo con il Bambino sulle spalle. che testimonia l'offerta di ospitalità data dalle suore ai pellegrini che si recavano a Roma attraverso l'antica strada. Della teoria di personaggi che correva lungo le pareti rimangono solo San Pier Damiani e Papa Gregorio VII, eseguiti intorno al XIV secolo. La parte absidale un tempo era separata da un muro che divideva le monache dai fedeli durante le celebrazioni liturgiche. Anche la parete di fondo era affrescata, ora sono rimasti solo: La Vergine allattante con San Giovanni Battista e un Santo frate (XV secolo) e tracce di altri affreschi.

## L'ex monastero
Nell’ex monastero si accede dal portale del 1200 posto al lato sinistro della chiesa; ci si immette nel cortile del leccio, zona adibita un tempo a magazzini e servizi. Al centro è l’albero secolare di trecento anni, la cui chioma misura ventiquattro metri di diametro; esso stesso è un monumento protetto. Nel passaggio che conduce al grande chiostro (nel lato sinistro), è quanto rimane del primitivo chiostro duecentesco con volte a sesto acuto e capitelli romanici. Al lato destro del primitivo chiostro nella sala conosciuta come la vecchia chiesa (o ex radiologia, quando nella struttura vi era l’ospedale militare), sono conservati affreschi post-giotteschi del XIV secolo: Deposizione di Gesù dalla croce, Crocifissione e santi del XIV secolo e Cristo alla colonna.

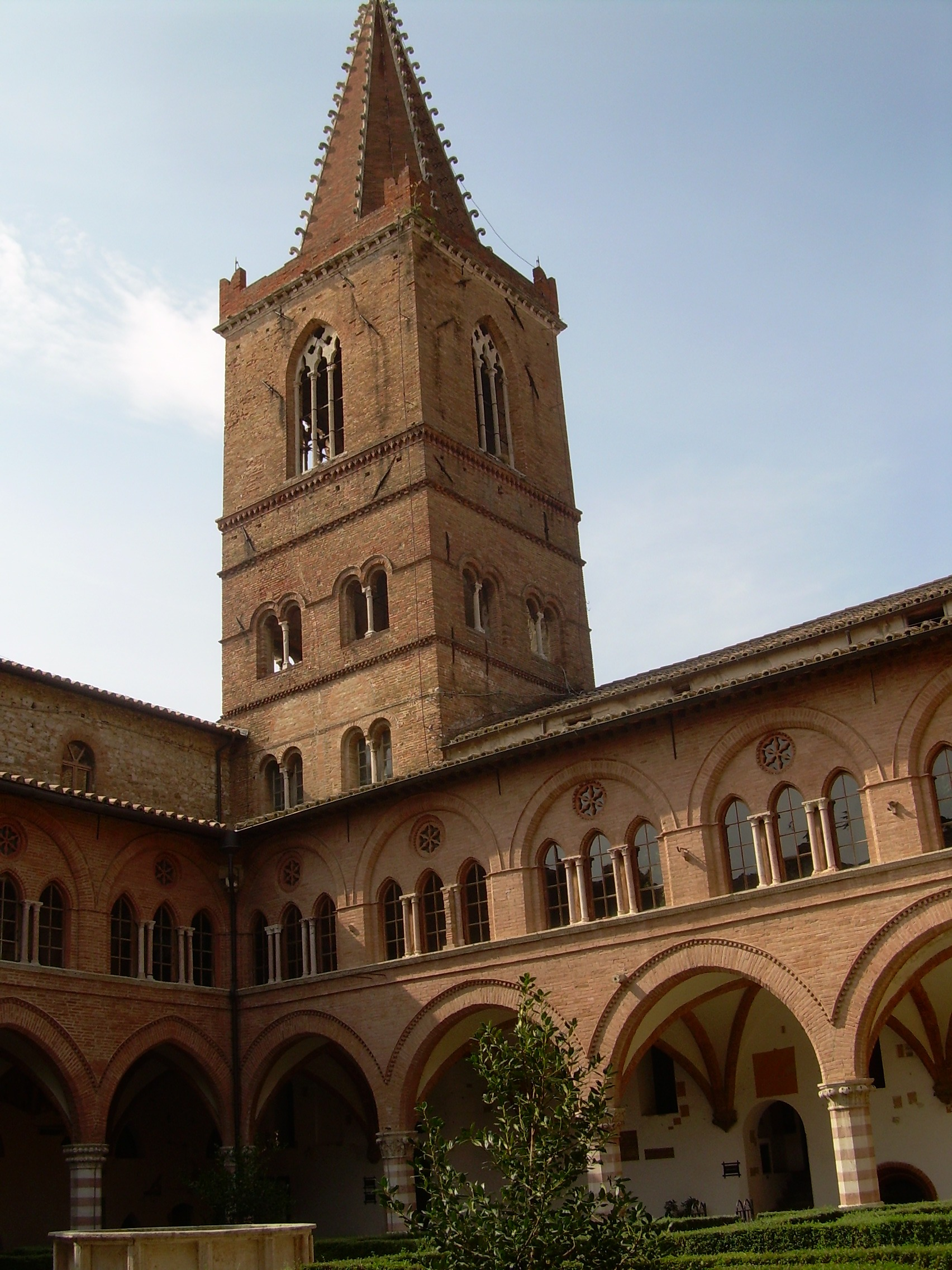
Ex monastero di Santa Giuliana Perugia

### Chiostro
Il grande chiostro costituisce il nucleo di tutto il complesso ed è tra i più elevati esempi di architettura cistercense del nostro paese ;attribuito al maestro eugubino Matteo Giovannello da Gubbio detto il Gattapone (1376), è strutturalmente rimasto inalterato nel tempo. Come il campanile è realizzato con l’economico laterizio ed è impreziosito da elementi in pietra. È composto di due ordini, il primo ha le arcate a sesto acuto che poggiano su venti colonne ottagonali a fasce bicrome, in travertino bianco e ammonite rosa. Il secondo ordine è caratterizzato da arcate a tutto sesto con all’interno finestre trifore sormontate da rosoncini. Al centro del giardino è il pozzo-cisterna poligonale del 1466, dove confluivano le acque piovane. (Un altro pozzo del 1495 è in un piccolo cortile interno).

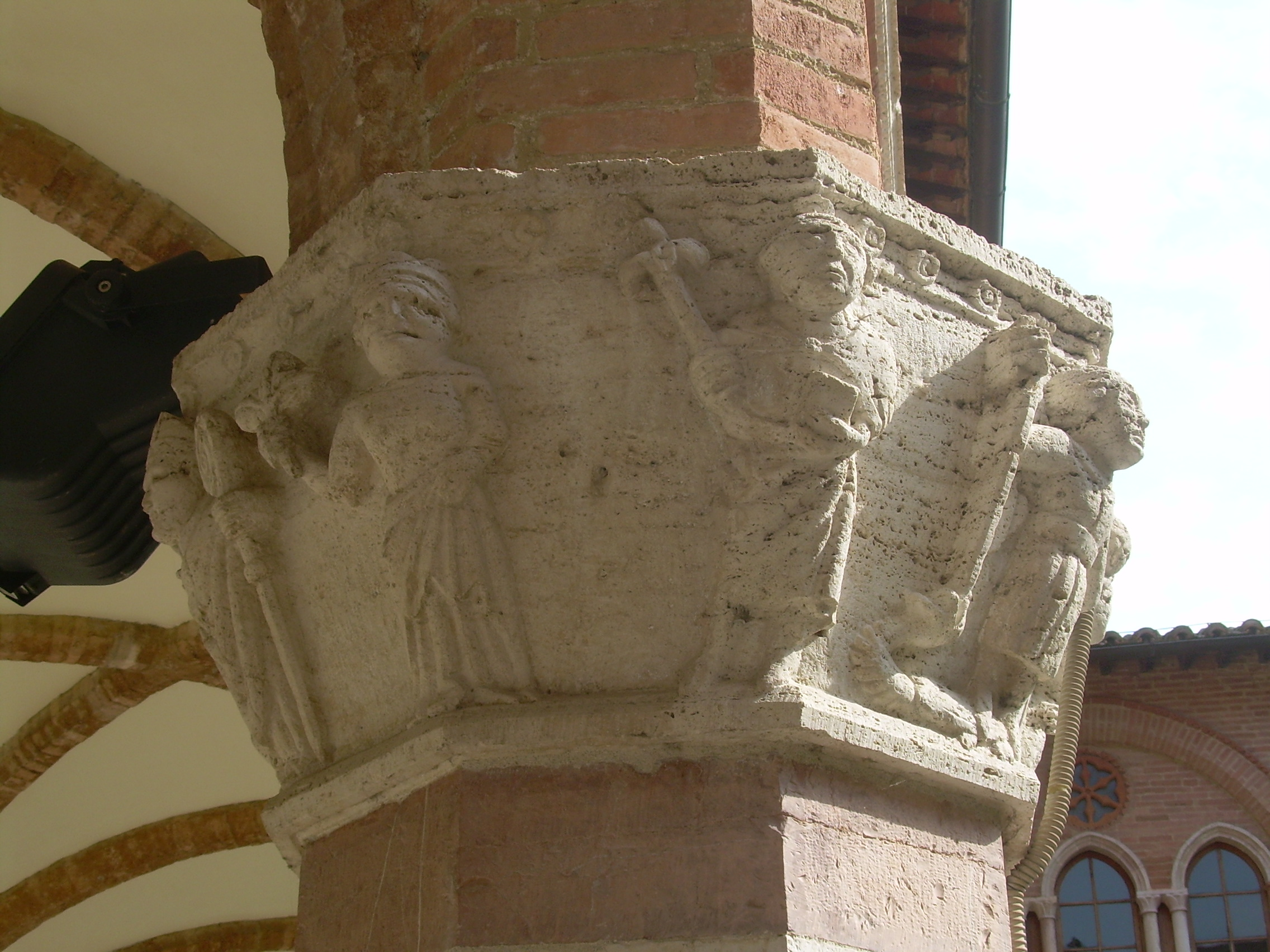
Capitello del chiostro dell'ex monastero di Santa Giuliana di Perugia

I capitelli romanici in travertino (XIII secolo), sono tutti diversi tra loro, provenienti forse dal chiostro duecentesco, alcuni figurati. Gli artefici sono le confraternite muratorie, quali i maestri comacini (Compagni Maccioni o Maccini, ossia compagni muratori), continuatori degli antichi ordini iniziatici di estrazione orientale, eredi delle conoscenze gnostiche. Queste confraternite muratorie erano segrete per proteggere e conservare le idee perseguitate dalla chiesa. Il primo capitello all’angolo del chiostro, in prossimità della scalinata, riporta i ritratti dei costruttori o i fondatori dell’ordine; nello spigolo è rappresentata la Badessa che ha commissionato l’opera. L’altro capitello figurato, leggendo la sequenza dei rilievi da destra verso sinistra, mostra la cosiddetta realizzazione alchemica di ispirazione massonica e templare, ossia il cammino interiore dell’uomo per giungere alla conoscenza. L'interpretazione iconografica indicata ai fedeli era invece il martirio di Santa Giuliana.  
Complessivamente il capitello si articola in due sequenze dal significato contrapposto: inizialmente l’uomo è rappresentato nella sua condizione di schiavitù terrena vittima delle passioni della propria anima rappresentata dalla figura femminile legata e bruciata dalle fiamme. Tramite la figura dell’"iniziatore” della tradizione ermetica persegue la conoscenza e raggiunge l’armonia e l’equilibrio spirituale.
Anche le mensole a sostegno delle volte sono dei pezzi unici in quanto a varietà di forme, una in particolare raffigura la Gerusalemme mistica; i nessi alchemici attribuiti a questa rappresentazione la collegano al capitello figurato.
Le pareti del chiostro conservano ancora alcuni affreschi del XIV secolo, con storie di Gesù e scene di vita monastica, dipinte a monocromo alternando a scacchiera zone con tonalità verde-turchese con zone in terra d’ombra.

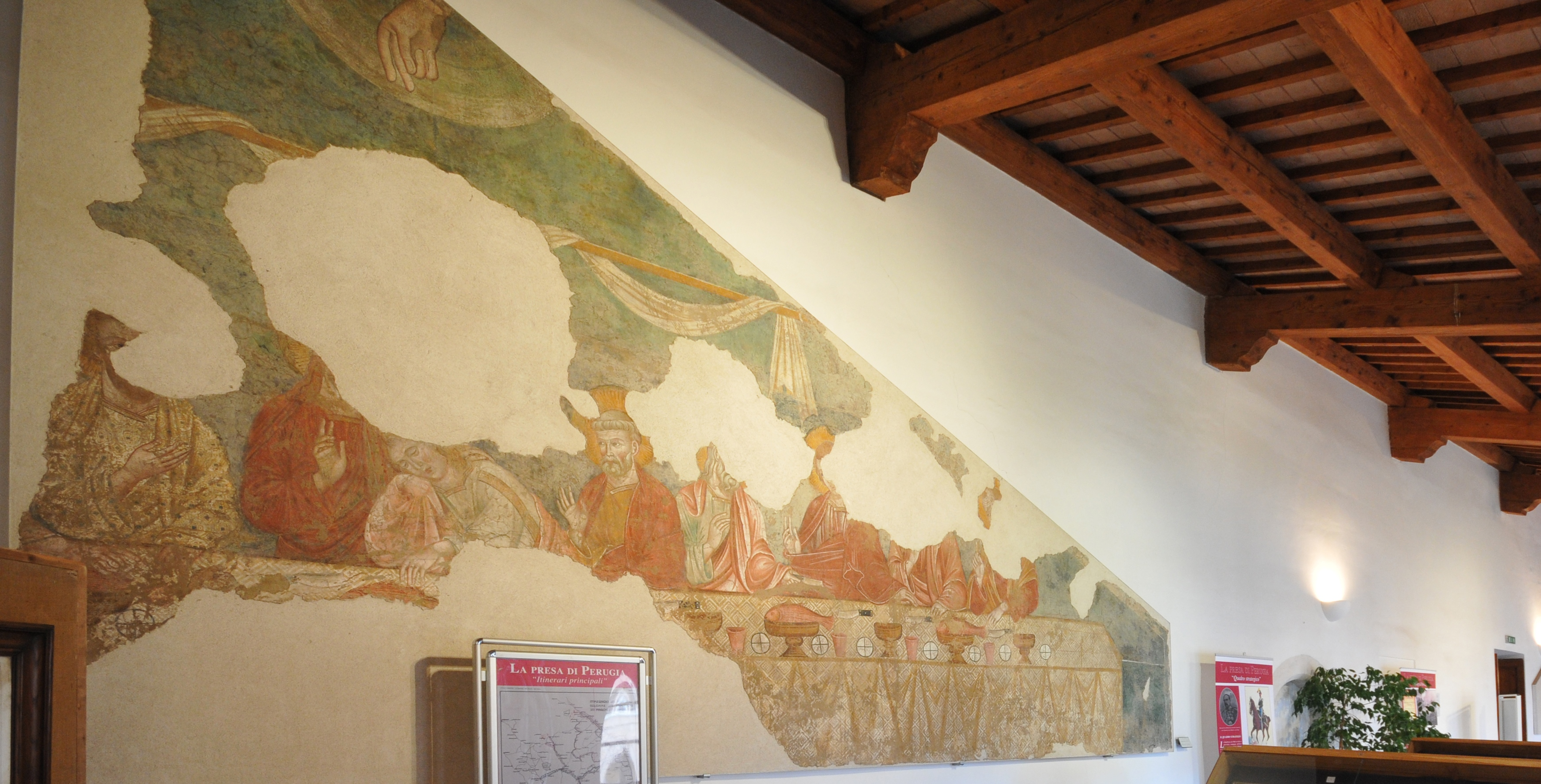
Distacco affresco "Ultima Cena" ex Monastero S. Giuliana

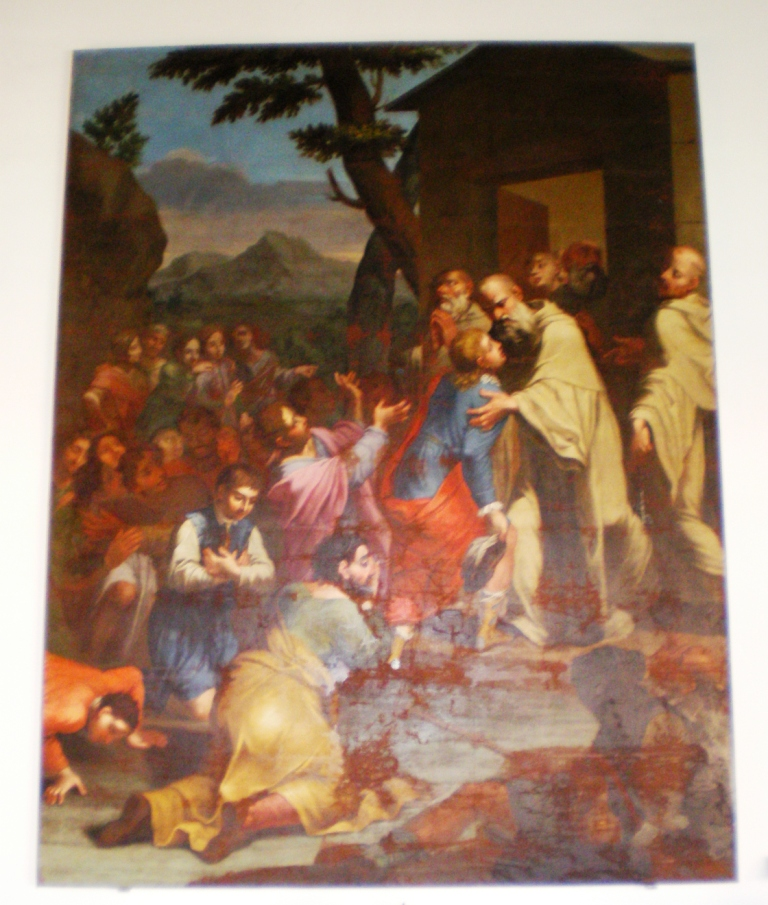
Giuseppe Laudati (XVIII)

### Loggiato superiore del chiostro (Galleria)
Nel loggiato al piano superiore del chiostro, chiamato anche Galleria, sono conservati i pregevoli affreschi staccati di stile bizantino del XIII secolo: l’Incoronazione della Vergine e l’Ultima Cena; originariamente si trovavano alle pareti dell’antico refettorio posti specularmente uno di fronte all’altro nel sottotetto, per questo motivo sono a forma triangolare. Dopo la demanializzazione, la grande sala del refettorio è stata divisa e soffittata e gli affreschi furono staccati a strappo, pertanto la parte sottostante dell’affresco, con sotto la sinopia, è rimasta nelle soffitte non accessibili al pubblico, mentre la parte superiore è stata per alcuni anni esposta nella chiesa. In merito a chi fosse l’autore ci sono due interpretazioni: una attribuisce i dipinti al Maestro del Trittico Marzolini (dal nome di chi ha posseduto il dipinto); si tratta del famoso trittico di commissione templare dipinto per la Chiesa di San Bevignate, ora è esposto nella Galleria nazionale dell'Umbria con il nome di Maestro del trittico di Perugia. Una seconda interpretazione, date le dimensioni non certo miniaturali, li attribuisce alla Scuola Romana di Pietro Cavallini, Jacopo Torriti ecc. operante nel cantiere assisiate della Basilica superiore di San Francesco d'Assisi. Nel loggiato superiore si trovano anche altri affreschi staccati provenienti dalla sala detta parlatorio quali la Crocifissione e Santi realizzata da un anonimo agli inizi del XIV secolo, e Santa Teodora (XIV secolo). 
In occasione delle Giornate del Patrimonio 2010, la Soprintendenza ha riconsegnato al loro luogo di origine, dopo un accurato restauro, due tele del corcianese Giuseppe Laudati (XVII-XVIII secolo), che rappresentano momenti della vita di San Bernardo: Il Beato Stefano accoglie Bernardo e i suoi compagni e San Bernardo accoglie la sorella Umbellina a Citeaux. Queste opere originariamente erano collocate nella chiesa, provvisoriamente sono ora esposte anch'esse nel loggiato superiore del chiostro.

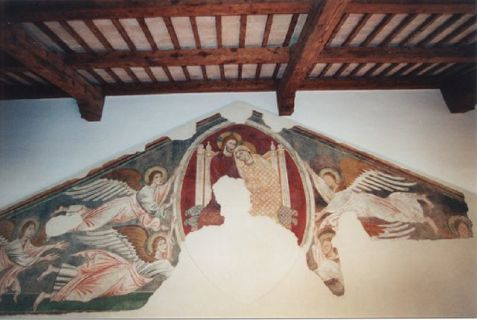
Distacco di affresco incoronazione della Vergine Maestro Trittico Marzolini XIII ex Monastero S. Giuliana

### Ex sala del capitolo
Dal chiostro si accede alla (ex) sala capitolare, con volte a crociera, attualmente ufficio del Comandante. Al centro sono due colonne dalla cui sommità si dipartono i costoloni che dividono lo spazio in sei campate. La luce entra da due finestre a sesto acuto. Qui si trovano alcuni affreschi di scuola di Giotto e Cimabue della fine del XIII secolo, raffiguranti storie cristologiche. I colori sono molto attenuati perché hanno subito lo strappo della pellicola pittorica superficiale. Questa tecnica, molto traumatica per l’affresco, era usata già nel XIX secolo ed era finalizzata alla musealizzazione della parte superiore dell’affresco. Ora che i depositi dei musei sono stracolmi, si tende a lasciare l’affresco nel suo luogo originario anche per non impoverire l’opera architettonica.

## Ex parlatorio
Dal lato ovest del chiostro, tramite una breve rampa di scale, si accede alla sala quadrangolare posta dietro al campanile chiamata ex parlatorio. La sala era ricoperta di affreschi, uno di questi, L’Assunzione della Vergine e Santi di Bartolomeo Caporali (XV secolo) nel 1862 era stato asportato a strappo e musealizzato. È rimasto nei depositi della Soprintendenza per 137 anni, ma nel 2009 è stato ricomposto nel suo posto originario, dopo un accurato restauro.

## Ex stanza della Badessa
Salendo le scale sopra all’ex parlatorio, si accede alla stanza della Badessa; qui sono conservate le decorazioni murali originali arrivate fino a noi grazie a vari strati d’imbiancatura, che le hanno sì occultate ma anche preservate. Il soffitto è con volte a crociera con costoloni di color rosso ruggine (bolo armeno). Le vele hanno decorazioni geometriche che si fondono con le geometrie delle volte. Le pareti sono affrescate con una vivace decorazione a imitazione del broccato a tinte rossastre. Le lunette (sotto le volte) sono dipinte con decorazioni floreali, quasi come un’anticipazione dello stile Liberty; conseguentemente anche l’arredamento del XX secolo è in autentico stile Liberty. Vicino all’ingresso della sala vi sono due clipei circolari, dove sono raffigurati il Cristo e nell’altro l’equivalente simbolo dell'Agnus Dei. In una nicchia di questa sala vi è una piccola Crocifissione tra i Santi Andrea, Giovanni Battista e le monache committenti (XIV secolo) del Maestro di Santa Giuliana, artista che fonde elementi giotteschi e senesi.

## Resti etrusco-romani
Dal sito provengono reperti importanti di una necropoli pre-romana, uno di questi, una piccola lapide etrusco-romana, è stata inglobata nel doccione all’angolo nord-est del grande chiostro. Il doccione è la parte finale del tubo o canale di scarico esterno della  grondaia, spesso decorato con figure mostruose o fantastiche. Nell’area est del complesso, recentemente è tornato alla luce anche un tratto di strada romana.

## Opere migrate
Altre opere provenienti dal monastero sono oggi nella Galleria Nazionale dell’Umbria, quali:
- Il Dossale di Santa Giuliana di Vigoroso da Siena (1291);
- Il Polittico di Santa Giuliana di Domenico di Bartolo (1438);
- Affreschi staccati a strappo di un ignoto identificato con il nome di Maestro di Santa Giuliana, attivo nella seconda metà del XIV secolo con san Cristoforo e Gesù Bambino, al centro Santa Giuliana protegge le monache cistercensi e la badessa Gabriella Bontempi, a destra il fondatore cardinale Giovanni di Toledo;
- Affreschi staccati di un ignoto pittore perugino: Adorazione dei pastori e Natività del 1370-1390 circa;
- Il reliquiario della testa di santa Giuliana (arte senese del XIV secolo), è diviso tra il Museo Metropolitan di New York, che conserva la testa  della santa in rame dorato e smalti, e la Galleria Nazionale dell’Umbria, che espone la struttura a tempietto nella quale era posto il capo della santa.